# Dendro-hypnum subspininervium
Dendro-hypnum subspininervium là một loài Rêu trong họ Hypnodendraceae. Loài này được (Müll. Hal.) N. E. Bell, A.E. Newton & D. Quandt mô tả khoa học đầu tiên năm 2007.